# 陳光甫
陳光甫（1881年12月17日—1976年7月1日） ，原名辉祖，字光甫，后易名辉德，江蘇丹徒人，銀行家、企業家。上海商業儲蓄銀行與上海商業銀行的創辦人。

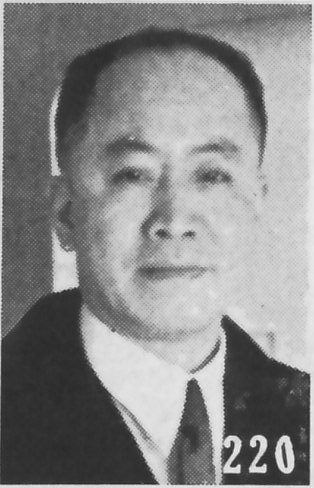
《最新支那要人传》1941年

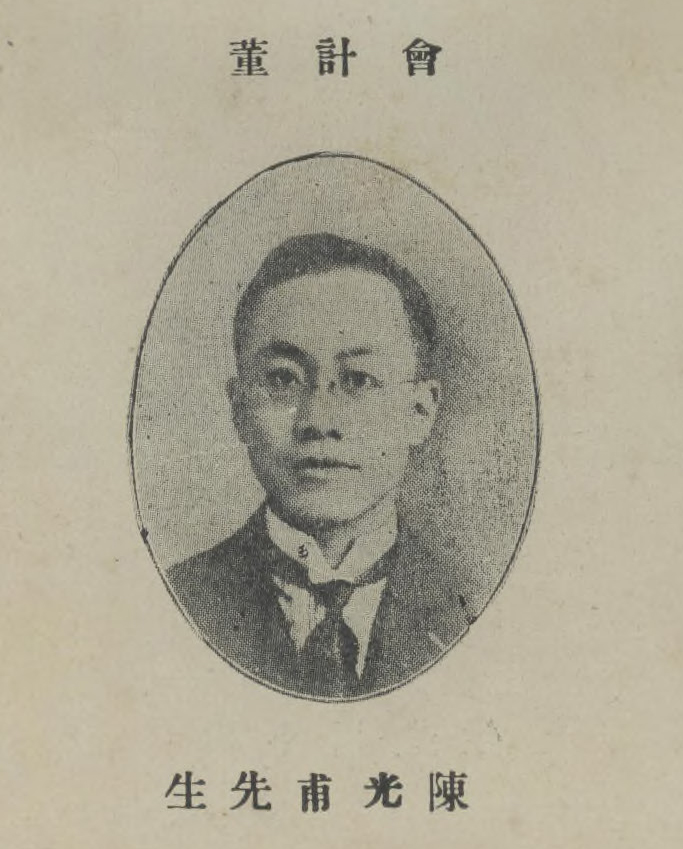

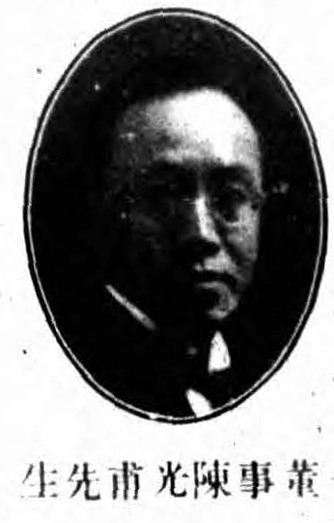

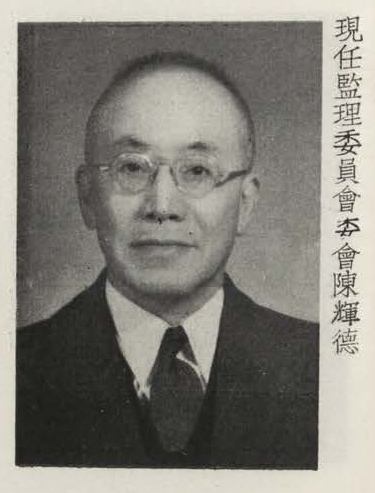

## 生平
陳光甫其父陳仲衡自先世以來，均以經商為要務。1892年陳仲衡因經商不利，改就漢口祥源報關行職務，光甫隨同在報關當學徒。1904年美國聖路易市舉辦國際覽博會，光甫為湖北省赴美參加博覽會之辦事員，並於博覽會結束之後留美念書。1906年進入宾夕法尼亚大学沃顿商学院唸書，1909年獲商業學士學位畢業返國。返國之後，在聖路易市國際覽博會期間認識的陳祺為南洋勸業會的籌備委員，推薦陳光甫參加籌備事宜，陳光甫被委派為該會的外事科主任，負責招待外國來賓，並照料該會所陳列的各國出品之展覽館。1912年經由應德閎的推薦，江蘇都督程德全委任陳光甫為江蘇銀行的監督，即總經理。1915年陳光甫設立上海商業儲蓄銀行，於6月2日在上海寧波路9號正式開幕，出任總經理。1923年8月1日上海商業儲蓄銀行旅行部正式對外宣告成立，1927年6月從銀行分立為中國旅行社，1928年成立香港分社，後又衍生出如今中國旅遊集團的眾多前身。
1927年陳光甫因局勢的關係，與蔣介石多有來往，蔣介石希望上海的金融界能支持他的政權，共同抵抗武漢國民政府及北伐大業。在這段期間陳光甫被任命為江蘇省兼上海財政委員，並成為主任委員，陳光甫對此多有推拖，但在情勢的考量上還是接下這個職務，爾後他對南京國民政府委任的財政次長、財政廳長、政治委員都推拖辭去。
1929年在瑞士日內瓦參加第12屆國際勞工大會，以及在荷蘭阿姆斯特丹參加國際商會大會。1932年一二八事變之後，上海陷入混亂，陳光甫在此期間幫忙善後與穩定社會秩序，並參加廢止內戰大同盟。1934年因平瀋通車一事，黃郛請求陳光甫幫忙，陳光甫派中國旅行社社長陳湘濤與日本國際觀光局商談組建東方旅行社事宜。1936年接受南京國民政府的委派，赴美進行中美白銀問題談判。1938年9月再度赴美，經過一年半的努力，前後獲得2,500萬元的桐油貸款與2,000萬元的滇錫貸款。1941年陳光甫被財政部長孔祥熙任命為中英美平準基金委員會（Stabilization Board of China）主席，雖然平準會成效不彰，但在戰時還是對貨幣穩定起了一些作用。此外，從陳光甫戰時對戰後復興的想法中，一貫期待中國能擺脫戰前外來勢力的束縛。所謂擺脫束縛，並非完全不與外人合作，而是建立雙方平等合作的關係。平等合作的基礎，在於彼此的互利，即中國能提供市場、原料，外人能提供資金、機器，這是光甫認為戰後中國重建與外人合作的大方向。他所注重的國際貿易、幣制改革、外資引進的問題，三者息息相關，也是當時中國所面臨需要解決的問題。
中國在對日戰爭時面臨的問題非常多，不論是來自內部或外部的壓力，陳光甫能深刻體會當時整個社會所面臨的困境。在戰爭的困境中，他仍對蔣介石領導的國民政府抱有期望，並肯定蔣的抗日，這不代表完全認同重慶國民政府。1940年陳光甫代表中國購料及經濟使節首席代表與美國進出口銀行商洽成立對華貸款二千萬美元協定。1945年中日戰爭結束後，中國面臨的大問題即國共內戰，光甫對於兩黨的行事作風都有所批評。不過他還是希望國民黨政權能藉由實施憲政，以改過往獨裁的作風。在國共內戰之外，中國面臨的另一個大問題，即通貨膨脹。政府希望藉由大量的美國援助，抑制物價的上漲，並從事戰後復興。但事與願違，戰後美國對中國的援助並不慷慨，因其重心在於援助歐洲。蔣介石、王世杰都曾希望光甫再度赴美，進行政治性借款，但都被拒絕。因為光甫了解對美外交，重在「自力更生」。不了解美國人所需要的利益，一直向美要求援助，很難獲得大筆的援助。在政治借款之下，他已經看清中國在世界政局並非如此重要，國人也不願因借款而喪失一些傳統主權，故能獲得大筆借款的可能性極低。假使世界政局對中國有利，美國自然會伸出援手，給予大量援助。1948年下半年共產黨逐漸掌握中國的局勢，光甫對此感到非常憂心，不知今後該何去何從。面對國共兩黨的拉攏，光甫不輕易立刻做出抉擇，必須慎重考量到今後上海商業儲蓄銀行的發展。將總行遷移臺灣，儼然是他當下理性思考後的決定。1951年註銷立法委員名籍。1954年到台灣籌建上海銀行，1965年6月16日，上海銀行正式復業。

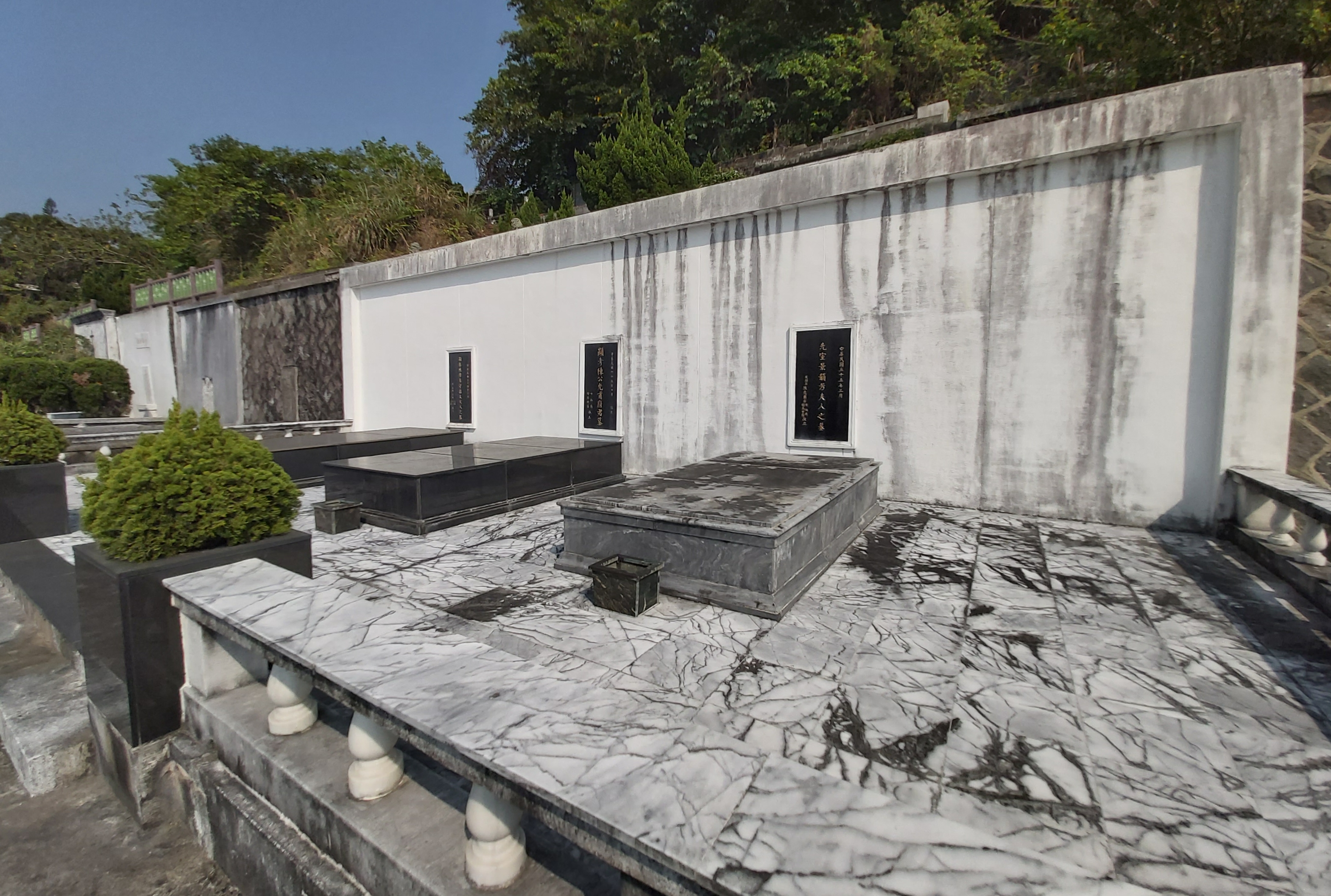
陳光甫與兩位妻室在臺北市陽明山第一公墓的墓園

晚年的陳光甫雖然未脫離其事業之崗位，但身體的健康狀況越來越差。1968年光甫的精神尚健，但1973年已出現神智不清的狀況，且雙腿也太不聽使喚。1976年7月1日陳光甫壽終於臺北市中心診所，享年96歲。陳光甫死後，其畢生最大的心血：上海商業儲蓄銀行與中國旅行社，在臺灣持續有良好的發展。而上海商業儲蓄銀行以光甫名義設立獎學金，獎勵臺灣大專院校財務金融、會計、經濟等相關科系品學兼優的學生。

## 家庭
陳光甫早年在漢陽兵工廠工作時，結識德商瑞記洋行買辦景維行賞識，將其二女兒景韻芳（1881年?－1965年8月10日）許佩給名不見經傳的陳光甫，二人為傳統婚姻，婚後感情融洽、鶼鰈情深。二人於1903年訂婚、1910年結婚，陳光甫留美學費部份亦受其丈人資助。陳光甫晚年在元配過世後，續弦朱守德，朱夫人照顧其起居無微不至。陳光甫有一女兒陳淑英，女婿吳世爵，二人育有一子一女。外孫女吳德安嫁顧毓琇四子顧慰中，有一外曾孫顧宜棟。

## 著作
上海商業儲蓄銀行內部出版:
- 《陳光甫先生言論集》(1949)
- 《本行生長之由來》(1949)
- 《銀行業務實例研究》 陝西省渭北水利建設與本行事業在西北，本行投資建設永利硫酸亞廠(1964)
- 上海市檔案館編，《陳光甫日記》(2002)
- 《陈光甫档案》，藏哥伦比亚大学，未整理

## 延伸阅读
[在维基数据编辑]
 《游美同學錄·陳德輝》，出自《游美同學錄》
 在维基共享资源阅览影像